# Севенни
Севенни (фр. Cévennes) — гірський хребет у Франції, південно-східна околиця Центрального масиву. Довжина з північного-сходу на південний-захід становить 150 км. Найвища вершина — г. Лозер (1702 м). На сході Севенни досягають долини Рони, а на півдні — узбережжя Ліонської затоки.

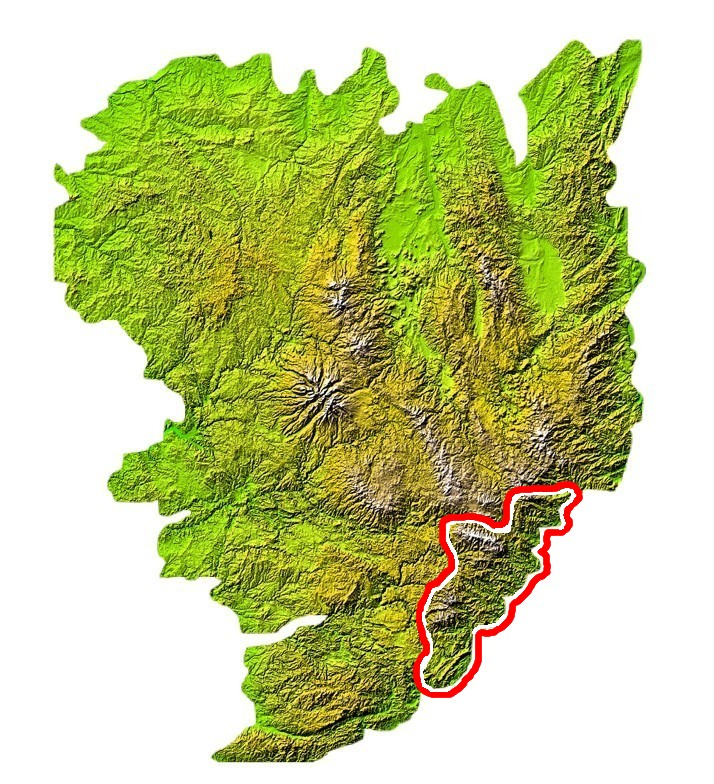
Севенни на карті Центрального масиву

Внутрішні і західні райони не відрізняються від гір Центрального масиву, а південний кряж Мон-Егуль (Mont Aigoual) і його долини мають яскраво виражені ознаки Середземномор'я. Головна прикраса регіону — Національний парк Севенн, котрий займає майже всю південну частину департаменту Лозер.

## Геологія
Геологічно Севенни сформовані гранітами, гнейсами, філітами, сланцями, а місцями — вулканічними породами.
Вершини гір платоподібні, південний і східний схили різко обриваються до Ронської низовини, утворюючи ступінчасті скиди; північний та західний — похилі. На південно-східному схилі, в долині річки Гар, розташований кам'яно-вугільний басейн Алеї.

## Рослинність
Терени поширення рослинності у горах можна поділити на три яруси. Перший (нижній) — представлений передовсім середземноморською чагарниковою рослинністю; другий (середній) — складається з каштанових і букових лісів, які вище змінюються хвойними лісами: сосна, ялина, ялиця; тредій (верхній) — луг. У долинах гір ростуть виноградники, сади.

## Історія місцевості
Протягом багатьох століть долини Севенн були цитаделлю протестантства у Франції, і саме тут було надано найжорсткіший спротив тиранії Людовіка XIV і Людовіка XV. Під час Другої світової війни Севенни стали оплотом партизанської боротьби, а після 1968 року перетворилися на вотчину хіппі (zippies), котрі заселили покинуті ферми.